# Tsumagoi
Tsumagoi (嬬恋村?) è un villaggio giapponese della prefettura di Gunma.